# Pallor mortis

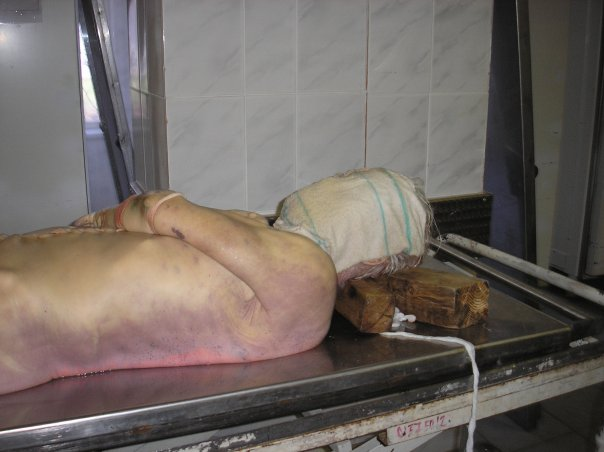
Nel soggetto si possono notare chiaramente il colorito biancastro del "pallor mortis" e le macchie ipostatiche dovute al "Livor mortis".

Il pallor mortis (dal latino "pallore cadaverico") è un pallore post mortem che sopraggiunge tra i 15 ed i 120 minuti dopo il decesso a causa della mancanza di circolazione capillare attraverso la pelle.
Il sangue si deposita per gravità nelle parti inferiori del corpo causando il livor mortis.
Il pallore si presenta così rapidamente dopo la morte che non ha alcuna utilità nello stabilire l'ora del decesso, a meno che questo non sia avvenuto nella prima mezz'ora antecedente il ritrovamento del corpo. 